# 国鉄5950形蒸気機関車

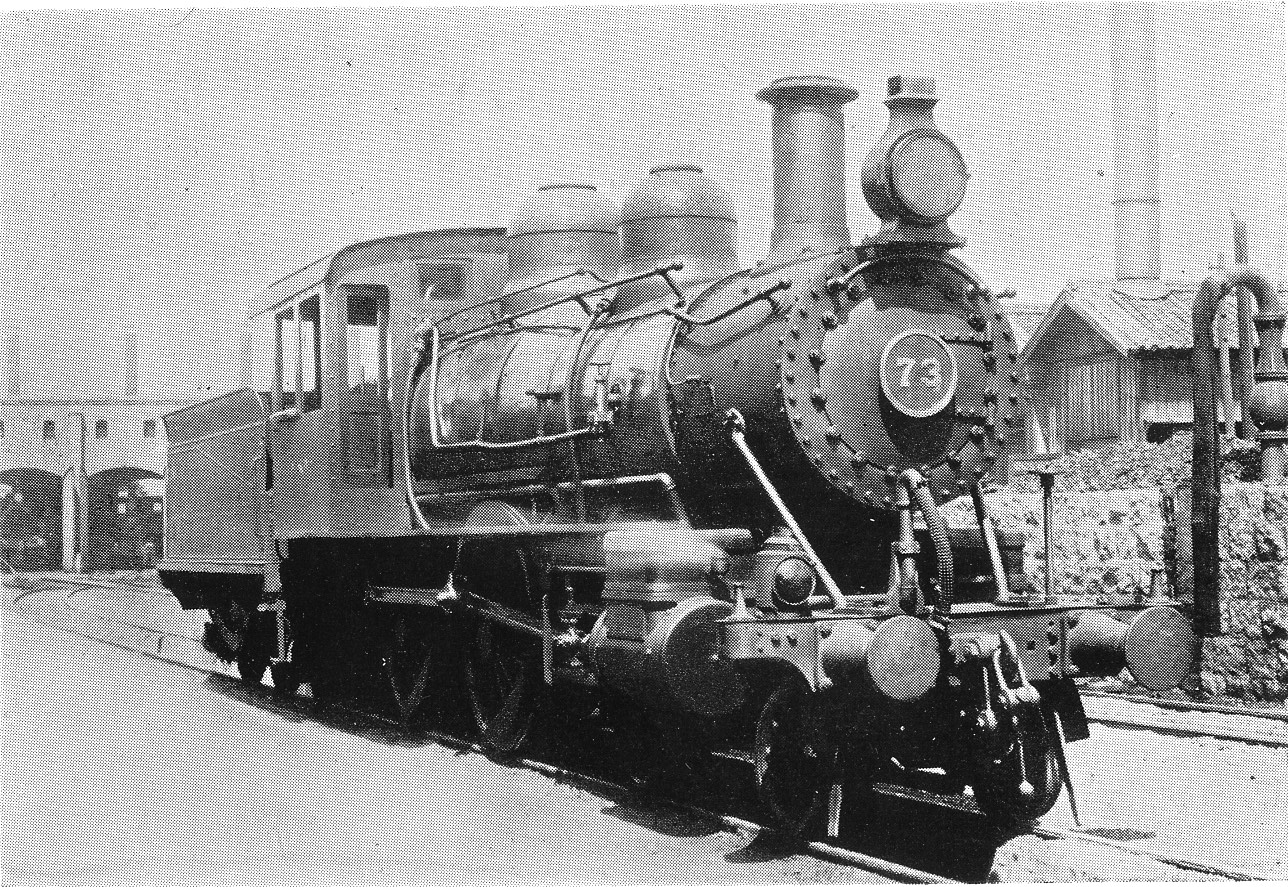
山陽鉄道 73（後の鉄道院 5952）

5950形は、かつて日本国有鉄道の前身である鉄道院・鉄道省に在籍したテンダ式蒸気機関車である。

## 概要
元は、山陽鉄道が1898年（明治31年）にアメリカのロジャーズ社で11両（製造番号5233 - 5243）を製造した、車軸配置4-4-0(2B)、2気筒単式の飽和式テンダ機関車である。山陽鉄道での形式は13形、番号は71 - 81であった。1906年（明治39年）、山陽鉄道は国有化されたが、しばらくは山陽鉄道時代の形式番号で使用された。その後、1909年（明治42年）には鉄道院の車両形式称号規程が制定され、本形式は5950形（5950 - 5960）に改められた。
山陽鉄道が急行列車牽引用として本格的に導入したのが本形式で、直径1524mm（5フィート）の動輪を持つ。形態は、典型的なアメリカ古典機スタイルで、ボイラーはワゴントップ形で第1缶胴に砂箱、第3缶胴上に蒸気ドーム、火室上に台座付きの安全弁を設けている。同時期に製造された14形（後の鉄道院8400形）と炭水車は同一で、系列設計となっている。
また、同時期にボールドウィン社で製造された12形（後の鉄道院5900形）とは、細部の寸法は異なるものの、ほぼ同形同大である。
配属は山陽本線で、大正中期から総武本線、房総線に転属した。廃車は全車1922年（大正11年）である。

## 主要諸元
- 全長 : 14,478mm
- 全高 : 3,696mm
- 全幅 : 2,629mm
- 軌間 : 1,067mm
- 車軸配置 : 4-4-0(2B)
- 動輪直径 : 1,524mm
- 弁装置 : スチーブンソン式アメリカ型
- シリンダー（直径×行程） : 381mm×559mm
- ボイラー圧力 : 10.2kg/cm2
- 火格子面積 : 1.23m2
- 全伝熱面積 : 87.0m2
  - 煙管蒸発伝熱面積 : 79.3m2
  - 火室蒸発伝熱面積 : 7.6m2
- ボイラー水容量 : 3.3m3
- 小煙管（直径×長サ×数） : 44.5mm×3343mm×170本
- 機関車運転整備重量 : 34.40t
- 機関車空車重量 : 30.83t
- 機関車動輪上重量（運転整備時） : 22.76t
- 機関車動輪軸重（第1動輪上） : 11.79t
- 炭水車重量（運転整備） : 24.67t
- 炭水車重量（空車） : 14.38t
- 水タンク容量 : 9.71m3
- 燃料積載量 : 2.95t
- 機関車性能
  - シリンダ引張力 : 4,620kg
- ブレーキ装置 : 手ブレーキ、真空ブレーキ